# Hendrik Conscience
Henri "Hendrik" Conscience (3. prosince 1812, Antverpy - 10. září 1883, Elsene) byl belgický, vlámský spisovatel. (Jeho otec byl Francouz, matka Vlámka.) Patřil k průkopníkům nizozemsky psané literatury na území Belgie (po odtržení Belgie od Nizozemska v roce 1830 byla Belgie převážně frankofonní). Jeho nejznámějším dílem je kniha De leeuw van Vlaanderen (Lev z Flander), který později sehrál velkou roli pro vlámský nacionalismus.
Conscience je vlámský spisovatel, jehož dílo je nejvíce přeloženo do češtiny. Čeština je dokonce jazyk, do kterého jeho romány byly nejvíce přeloženy hned po němčině a angličtině. V češtině se přeložily převážně jeho sociálně naladěné romány.

## Bibliografie

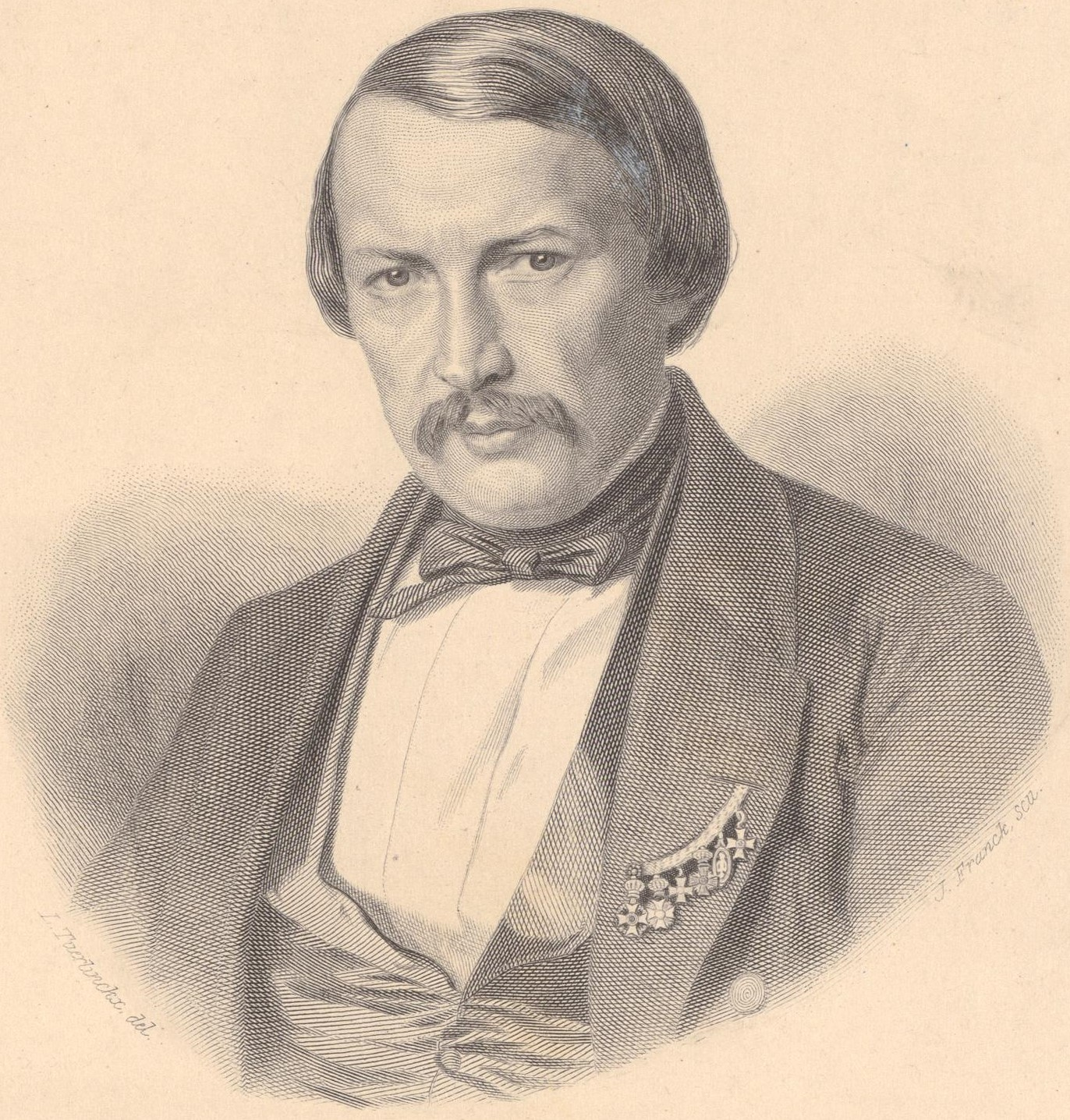
Mladý Hendrik Conscience

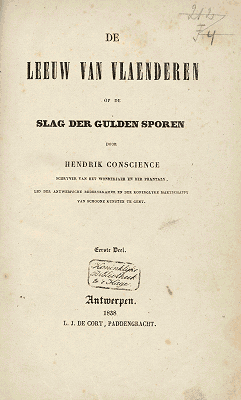
Titulní strana prvního vydání Lva z Flander

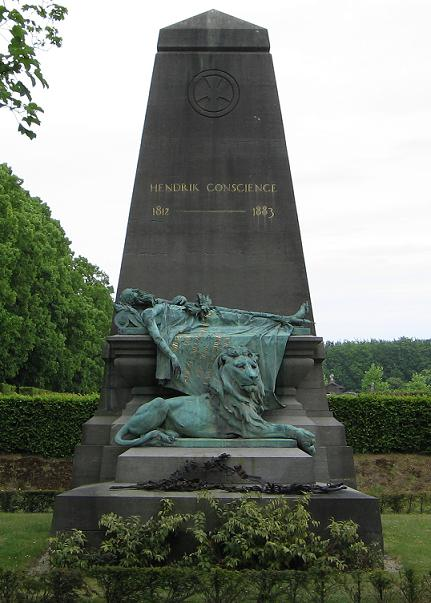
Hrob v Antverpách